# アウグスト・ティーネマン
アウグスト・フリードリヒ・ティーネマン（August Friedrich Thienemann、1882年9月7日 - 1960年4月22日）はドイツの陸水学者。

## 略歴
グライフスヴァルト大学にて「トビケラの蛹の生態」で学位を得た後、渓流動物の研究をしていた。1910年-1914年にドイツ北西部アイフェル地方の火口湖（マール）の研究を行い、その成果は湖沼標式の研究の草分けとなった。1924年にはキール大学の教授となった。その後1917年-1957年の間ホルシュタインにあるプリョン臨湖実験所の所長として、北ドイツの湖沼の研究により湖沼標式の研究を確かなものとした。1921年にスウェーデン人のアイナル・ナウマンとともに湖沼標式に関する論文を発表、翌1922年にはナウマンとともに国際理論応用陸水学会を設立し、その会長となった。1928年-1929年にはオーストリア人のフランツ・ルットナーとともに東南アジア・スンダ列島の熱帯湖の探検に赴いた。生涯に450篇の論文と10冊の著書を著した。